# Сен-Крик
Сен-Крик (фр. Saint-Cricq) — коммуна во Франции, находится в регионе Юг — Пиренеи. Департамент — Жер. Входит в состав кантона Колонь. Округ коммуны — Ош.
Код INSEE коммуны — 32372.

## География
Коммуна расположена приблизительно в 590 км к югу от Парижа, в 38 км западнее Тулузы, в 34 км к востоку от Оша.
По территории коммуны протекают реки Саррампьон и Аркадеш (фр. Arcadèche). На юго-востоке расположено озеро Ту-Сен-Крик (фр. Thoux Saint-Cricq).

## Климат
Климат умеренно-океанический. Лето жаркое и немного дождливое, температура часто превышает 35 °С. Зимой часто бывает отрицательная температура и ночные заморозки. Годовое количество осадков — 700—900 мм.

## Население
Население коммуны на 2010 год составляло 262 человека.
| 1962 | 1968 | 1975 | 1982 | 1990 | 1999 | 2010 |
| ---- | ---- | ---- | ---- | ---- | ---- | ---- |
| 62   | 59   | 63   | 69   | 94   | 121  | 262  |

## Администрация
| Период | Период | Фамилия      | Партия                    | Примечания |
| ------ | ------ | ------------ | ------------------------- | ---------- |
| 2001   | 2020   | Серж Сеттоло | Союз за народное движение |            |

## Экономика
В 2010 году среди 160 человек трудоспособного возраста (15-64 лет) 130 были экономически активными, 30 — неактивными (показатель активности — 81,3 %, в 1999 году было 68,0 %). Из 130 активных жителей работали 125 человек (63 мужчины и 62 женщины), безработных было 5 (1 мужчина и 4 женщины). Среди 30 неактивных 13 человек были учениками или студентами, 10 — пенсионерами, 7 были неактивными по другим причинам.